# Бородинский хлеб
Бороди́нский хлеб — сорт ржаного хлеба.
В состав теста, помимо обойной или обдирной ржаной муки, небольшого количества пшеничной муки низких сортов, закваски, соли, входит ржаной солод, сахар, патока и кориандр. Приготавливается опарным способом с использованием заварки. Может выпекаться как подовый, так и формовой хлеб.
Точно не известно, откуда произошло название бородинского хлеба. Распространена не подтверждённая источниками легенда о том, что бородинский хлеб впервые был испечён монахинями женского Спасо-Бородинского монастыря, основанного на месте Бородинской битвы (отсюда и название) вдовой генерала Александра Тучкова: якобы возле монастыря была построена своя пекарня, где впервые был разработан рецепт поминального хлеба — чёрный, с кориандром или тмином как символом картечи.
Современная рецептура бородинского хлеба была разработана в 1933 году Московским трестом хлебопечения; согласно этой рецептуре одним из ингредиентов хлеба был кориандр. В основных литературных источниках о хлебопечении конца XIX — начала XX века (Молоховец, Микини) упоминания о хлебе с таким названием нет, поэтому возможно, что название хлеба появилось вместе с его современной рецептурой. Тем не менее похожие рецепты существовали до революции, но вместо кориандра в них фигурировал тмин.